# 桑内斯
桑内斯（挪威語：Sandnes，挪威語發音：[ˈsɑ̂nːeːs] ⓘ），是挪威罗加兰郡的一个市镇。緊靠斯塔萬格南部。市镇面积为1,040.56平方公里，2023年人口数量为83,382人。
2020年1月1日，福桑市镇并入桑内斯市镇。